# Долни Ораховац (Черна гора)
Долни Ораховац (на сръбски: Доњи Ораховац) е село в Черна гора, разположено в община Котор. Населението му според преброяването през 2011 г. е 298 души.

## Население
Численост на населението според преброяванията през годините:
- 1948 – 179 души
- 1953 – 189 души
- 1961 – 200 души
- 1971 – 248 души
- 1981 – 319 души
- 1991 – 288 души
- 2003 – 257 души
- 2011 – 298 души